# Freedom Tower (Miami)
A Freedom Tower (em português:  Torre da Liberdade) é uma torre edificada na cidade de Miami, Flórida, durante a década de 1920. A torre foi designada, em 10 de setembro de 1979, um edifício do Registro Nacional de Lugares Históricos bem como, 6 de outubro de 2008, um Marco Histórico Nacional.

## História
A torre foi concluída em 1925 como sede do jornal Miami News & Metropolis, sendo um exemplo do estilo mediterrâneo de Sevilha. Sua cúpula de 78 metros continua sendo um marco turístico de Miami.
Em 1957 o Miami News & Metropolis desocupou o prédio para se instalar perto do Rio Miami. Os cubanos, fugindo do regime de Fidel Castro (Revolução Cubana), chegaram em Miami na década de 1960 e o Governo dos Estados Unidos usou o prédio para abrigá-los na condição de refugiados. Após a grande onda de refugiados que terminou em 1972, o governo vendeu o edifício que passou por vários proprietários com várias idéias de desenvolvimento. O prédio acabou por ser vendido em 1997, quando um membro proeminente da Cuban American National Foundation, Jorge Mas Canosa, comprou-o por 4,1 milhões de dólares e o transformou em um centro de convenções da Comunidade Cubano-Americana.